# Imprimé fiscal unique
 (février 2020).
Si vous disposez d'ouvrages ou d'articles de référence ou si vous connaissez des sites web de qualité traitant du thème abordé ici, merci de compléter l'article en donnant les références utiles à sa vérifiabilité et en les liant à la section « Notes et références ».
Pour les articles homonymes, voir IFU.
L’Imprimé fiscal unique (IFU) est un document (formulaire n° 2561 – Cerfa n° 11428) dont l’objectif est d’aider le contribuable français à remplir sa déclaration de revenus.
L’IFU est une déclaration réalisée chaque année par les sociétés qui ont versé des revenus de capitaux mobiliers. Ces revenus de capitaux mobiliers comprennent les dividendes et les intérêts des comptes courants.
Le contribuable recevra un IFU de la part de chaque société lui ayant versé des revenus de capitaux mobiliers ; une version sera également transmise à l'administration fiscale.